# Juan Díaz de Solís
Juan Díaz de Solís (portugálul: João Dias de Solis) (1470 – 1516. január 20.) portugál, egyes források szerint spanyol navigátor (kormányos), felfedező és konkvisztádor.

## Származása
De Solís egyesek szerint Lebrijában, Sevilla mellett született, bár néhány szerző amellett érvel, hogy Portugáliában született egy andalúz emigráns családban.

## Élete
Először navigátorként (kormányos) szolgált 1506-1507-ben a Yucatán-félszigetnél, majd 1508-ban, mint képzett hajóst a Fűszer-szigetek felé tartó expedíció vezetésével bízták meg. Két hajóval indultak útnak, a másikat Vicente Yáñez Pinzón irányította. Kubából indultak, és a Hondurasi-öbölbe hajóztak. Végigkutatták a partot, de erőfeszítéseiket nem koronázta siker. A part menti őslakosok ellenségesen viselkedtek velük, többször is összetűzésbe keveredtek velük. Felfedezték viszont a Yucatán-félszigetet. Visszatértek Spanyolországba, ahol de Solis megkapta a főkormányosi rangot.
1515-ben indult ismét útnak: felkészített egy expedíciót, hogy feltárja az új kontinens déli részét, illetve felkutassa a feltételezett átjárót. Három hajója és 70 fős legénysége 1515. október 8-án vitorlázott ki Sanlucar de Barrameda kikötőjéből. Követte Dél-Amerika keleti partját, miközben felfedezte a Río de la Plata torkolatát, melyet 1516-ban ő nevezett el.
A Río de la Platán vitorlázott felfele, amikor megtámadták őket a helyi charrúa indiánok. Az életben maradt legénység jelentette, hogy de Solíst és embereinek többségét megölték. Így az expedíció gyászos véget ért. Néhány forrás ezzel szemben úgy véli, hogy de Solíst egy zendülés során ölték meg. Sógora, Francisco de Torres vette át az irányítást a hajók fölött, és visszatért Spanyolországba.